# Kittredge
Kittredge és una concentració de població designada pel cens dels Estats Units a l'estat de Colorado. Segons el cens del 2000 tenia 954 habitants.

## Demografia
Segons el cens del 2000, Kittredge tenia 954 habitants, 400 habitatges, i 256 famílies. La densitat de població era de 189,9 habitants per km².
Dels 400 habitatges en un 32,8% hi vivien nens de menys de 18 anys, en un 49,3% hi vivien parelles casades, en un 8,8% dones solteres, i en un 36% no eren unitats familiars. En el 23,3% dels habitatges hi vivien persones soles el 3,3% de les quals corresponia a persones de 65 anys o més que vivien soles. El nombre mitjà de persones vivint en cada habitatge era de 2,39 i el nombre mitjà de persones que vivien en cada família era de 2,84.
Per edats la població es repartia de la següent manera: un 24,5% tenia menys de 18 anys, un 5,3% entre 18 i 24, un 40,6% entre 25 i 44, un 25,4% de 45 a 60 i un 4,2% 65 anys o més.
L'edat mediana era de 37 anys. Per cada 100 dones de 18 o més anys hi havia 97,8 homes.
La renda mediana per habitatge era de 55.982 $ i la renda mediana per família de 57.143 $. Els homes tenien una renda mediana de 38.571 $ mentre que les dones 31.000 $. La renda per capita de la població era de 29.455 $. Entorn del 3,2% de les famílies i el 2,9% de la població estaven per davall del llindar de pobresa.

## Poblacions més properes
El següent diagrama mostra les poblacions més properes.